# Minagrion caldense
Minagrion caldense är en trollsländeart som beskrevs av Santos 1965. Minagrion caldense ingår i släktet Minagrion och familjen dammflicksländor. Inga underarter finns listade i Catalogue of Life.